# Maverik Lacrosse
Maverik Lacrosse ist ein Hersteller von Lacrosse-Ausrüstung und Lacrosse-Kleidung.
Das Unternehmen wurde 2005 gegründet. Der Unternehmenssitz ist in Mineola, N.Y. Das Unternehmen wurde von zwei professionellen Lacrossespieler, Jay Jalbert und John Gagliardi, gegründet. Maverik wurde dafür gegründet, Lacrosseausrüstung von Spielern für Spieler zu produzieren.
Das Unternehmen wird nicht nur von Jay Jalbert und John Gagliardi geführt; Sean Lindsay, Kyle Sweeney, Paul Carcaterra, Mike Springer, Stephen McElduff und Lou Braun sind ebenso Mitglieder der Führungsriege. 2010 wurde das Unternehmen von Kohlberg & Company übernommen, die zwei Jahre vorher auch Bauer Hockey übernommen hatten.
Maverik Lacrosse ist u. a. der offizielle Ausrüster der US-Nationalmannschaften und er Team der Major League Lacrosse.